# 日本医科大学多摩永山病院
日本医科大学多摩永山病院（にほんいかだいがくたまながやまびょういん）は、東京都多摩市にある医療機関。学校法人日本医科大学が運営する病院である。東京都・住宅都市整備公団等の要望を受け、1977年7月に多摩ニュータウンの基幹病院として開業。
病院の理念は、「病める人の立場に立ち安全かつ先進的医療を実践します。」「基幹病院としての役割を果たし地域社会に貢献します。」「良き医療人の育成に努めます。」

## 沿革
- 1977年（昭和52年）7月 - 日本医科大学付属多摩永山病院として診療開始
- 1982年（昭和57年）11月 - B棟工事完了
- 1998年（平成10年）3月 - C棟工事完了
- 2004年（平成16年）3月 - 臨床研修医棟竣工
- 2006年（平成18年）4月 - 日本医科大学多摩永山病院へ改称

## 診療科
- 総合診療科
- 循環器内科
- 血液内科
- 腎臓内科
- 脳神経内科
- 呼吸器・腫瘍内科
- 消化器内科
- 精神神経科
- 小児科
- 皮膚科
- 消化器科
- 麻酔科
- 放射線科
- 放射線治療科
- 呼吸器外科
- 消化器外科
- 乳腺科
- 脳神経外科
- 眼科
- 耳鼻咽喉科
- 女性診療科・産科
- 泌尿器科
- 形成外科
- 整形外科
- 救命救急科

## 医療機関の指定等
- 災害拠点病院
- 救命救急センター
- 臨床研修指定病院
- エイズ治療拠点病院
- 特定疾患治療研究事業委託医療機関
- 小児慢性特定疾患治療研究事業委託医療機関
- 地域医療支援病院
- 東京都がん診療連携拠点病院

## その他
- 病院内にみずほ銀行のATMが設置されている。また、A棟1階にコンビニエンスストアのファミリーマート日医大多摩永山病院店がある。
- 紹介状がない場合や初診の定義に当てはまる場合5,500円かかる。
- 12月25日にはクリスマスコンサートが行われている。

## 移転計画
開院から40年以上が経過し、施設の老朽化が進んでいることから、多摩市諏訪二丁目の独立行政法人都市再生機構が保有していた旧多摩ニュータウン事業本部用地を2022年3月に多摩市が取得し、同地に病院を移転させる計画が進められていた。しかしその後、社会環境や経済情勢などの影響から、病院側で移転・建替え資金の調達の目処が立たなくなり、病院単独での収支も厳しい状況から、2024年5月に多摩市と病院側との間で移転・建替え計画の検討が終了し、計画は事実上白紙になった。

## 交通アクセス
- 京王相模原線・小田急多摩線永山駅より徒歩3分。